# 四喜
四喜是麻将中和牌的一种方式，包括大四喜和小四喜两类。在使用全部四种風牌   时成立。在日本麻将中是役満。四个中三个刻子，一个雀頭的情况是小四喜，四个都是刻子的话是大四喜，又被稱為四喜臨門，另外因為小四喜與大四喜必佔去三個或四個字牌刻子，因此很容易與字一色複合，但亦因此不能與混一色複合。

## 大四喜
大四喜在手牌含有東南西北4種刻子（混有杠子也可以）时成立。听牌的牌型是双碰听或者单骑听。
（例）双碰听的情况
      
和的双碰听。南的话是字一色大四喜，發的话是字一色小四喜，都是役満。大四喜比小四喜難度高，在役满之中也是很稀少的役，所以部分规则把大四喜作为双倍役满。
（例）单騎听的情况
      
当四种風牌都已经做成刻子的时候，就变成单听剩下的一张牌。这时可以选择比较容易和牌的最后一张牌。在这个例子中，由于是三元牌的单騎听牌，所以和字一色複合。但是当某一家手上有大四喜或者小四喜的时候，桌面上打出的牌会完全看不到风牌，这时其它玩家可能不会轻易打出字牌。
（例）可能是小四喜。也可能是大四喜
如果是是大四喜，如果是是小四喜。

## 小四喜
小四喜是東南西北其中的3種以刻子（或者槓子）存在，剩下的一种作雀頭的和了形式。剩下的一个面子可以是顺子，所以可能有两面听牌的情况。
（例）單騎听的情况
（例）雙碰听的情况
（例）雙面听的情况